# Feu d'Angra do Heroísmo
Le feu d'Angra do Heroísmo est un phare situé sur l'Eglise de la Miséricorde dans le Centre historique d'Angra do Heroísmo, sur l'île de Terceira (Archipel des Açores - Portugal).
Il est géré par l'autorité maritime nationale du Portugal à Oeiras (Grand Lisbonne) .
Le site est classé comme Immeuble d'intérêt public.

## Histoire
Le feu est situé dans le clocher de l'Église de la Miséricorde dans le centre-ville d'Angra do Heroísmo.
Identifiant : ARLHS : AZO... ; PT-... - Amirauté : D2666.2 - NGA : 23544 .

### Lien connexe
- Liste des phares des Açores